# Piaski (gmina, Lublin)
Pour les articles homonymes, voir Piaski.
Piaski est une gmina mixte ou urbaine-rurale (gmina miejsko-wiejska) du powiat de Świdnik, dans la Voïvodie de Lublin, dans l'est de la Pologne.
Son siège administratif (chef-lieu) est la ville de Piaski, qui se situe environ 14 kilomètres (km) au sud-est de Świdnik (siège du powiat) et 23 kilomètres au suduest de la capitale régionale Lublin (capitale de la voïvodie).
La gmina couvre une superficie de 169,73 km2 pour une population de 10 759 habitants en 2006.

## Histoire
De 1975 à 1998, la gmina est attachée administrativement à l'ancienne voïvodie de Lublin.

Depuis 1999, elle fait partie de la nouvelle voïvodie de Lublin.

## Géographie
Outre la ville de Piaski, la gmina inclut les villages (sołectwa) de:

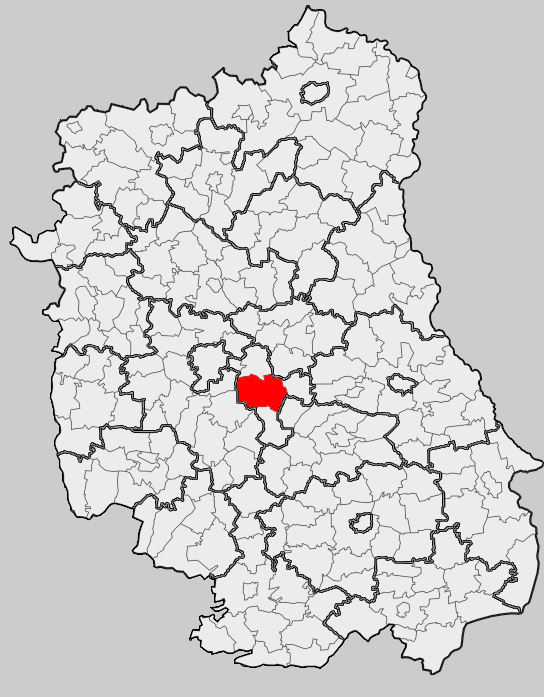
Position de la gmina dans la voïvodie

- Borkowszczyzna
- Brzezice
- Brzezice Pierwsze
- Brzeziczki
- Bystrzejowice Drugie
- Bystrzejowice Pierwsze
- Bystrzejowice Trzecie
- Emilianów
- Gardzienice Drugie
- Gardzienice Pierwsze
- Giełczew
- Jadwisin
- Janówek
- Józefów
- Kawęczyn
- Kębłów
- Klimusin
- Kolonia Kębłów
- Kolonia Siedliszczki
- Kolonia Wola Piasecka
- Kozice Dolne
- Kozice Dolne-Kolonia
- Kozice Górne
- Majdan Brzezicki
- Majdan Kawęczyński
- Majdan Kozic Dolnych
- Majdan Kozic Górnych
- Majdanek Kozicki
- Marysin
- Młodziejów
- Nowiny
- Piaski Górne
- Siedliszczki
- Stefanówka
- Wierzchowiska Drugie
- Wierzchowiska Pierwsze
- Wola Gardzienicka
- Wola Piasecka
- Żegotów

### Gminy voisines
La gmina de Piaski est voisine des gminy de
- Fajsławice
- Głusk
- Jabłonna
- Krzczonów
- Mełgiew
- Milejów
- Rybczewice
- Trawniki

## Structure du terrain
D'après les données de 2002, la superficie de la commune de Piaski est de 169,73 kilomètres carrés, répartis comme telle :
- terres agricoles : 84%
- forêts : 11%

La commune représente 36,19% de la superficie du powiat.

## Démographie
Données du 30 juin 2004:
| Description        | Total  | Total | Femmes | Femmes | Hommes | Hommes |
| ------------------ | ------ | ----- | ------ | ------ | ------ | ------ |
| Unité              | Nombre | %     | Nombre | %      | Nombre | %      |
| Population         | 10 834 | 100   | 5 596  | 51,7   | 5 238  | 48,3   |
| Densité (hab./km²) | 63,8   | 63,8  | 33     | 33     | 30,9   | 30,9   |